# Pays de Brocéliande
Pour les articles homonymes, voir Brocéliande (homonymie).
 (août 2025).
Motif : Absence de sources secondaires, les Pays loi Voynet ne sont pas admissibles d'office.
- Archive Wikiwix
- Bing
- Cairn
- DuckDuckGo
- E. Universalis
- Gallica
- Google
- G. Books
- G. News
- G. Scholar
- Persée
- Qwant
- (zh) Baidu
- (ru) Yandex
- (wd) trouver des œuvres sur Wikidata

| 1. | Préciser le motif de la pose du bandeau. | Précisez le motif de la pose du bandeau en utilisant la syntaxe suivante : {{admissibilité à vérifier\|date=août 2025\|motif=remplacez ce texte par le motif}}                           |
| 2. | Informer les utilisateurs concernés.     | Pensez à avertir le créateur de l'article, par exemple, en insérant le code ci-dessous sur sa page de discussion : {{subst:avertissement admissibilité à vérifier\|Pays de Brocéliande}} |

Le Pays de Brocéliande regroupe désormais trois communautés de communes du département d’Ille-et-Vilaine  :
Pays de Montfort,
Saint-Méen Montauban et 
Brocéliande,
lesquelles totalisent une population de 69 706 habitants (2016) pour une superficie de 844 km2.

Il abrite également la forêt de Paimpont assimilée communément à la forêt mythique de Broceliande dans la légende arthurienne. 
Il est souvent surnommé « Pays pourpre », qui n'englobe toutefois pas l'ensemble des 43 communes du Pays de Brocéliande. Ce nom provient des grès et des schistes rouges utilisés autrefois pour la construction des bâtiments.

## Anciennecommunauté de communes du Pays de Bécherel
- Bécherel (1)
- Cardroc (2)
- Irodouër (3)
- La Chapelle-Chaussée  (1)
- Langan (1)
- Les Iffs (2)
- Miniac-sous-Bécherel (1)
- Romillé (1)
- Saint-Brieuc-des-Iffs (2)
- Saint-Pern (3)

Notes :
- (1) le 1er janvier 2014, 5 communes centrales de la communauté ne seront plus dans la communauté de communes (qui sera dissoute) ni le Pays de Brocéliande ; elles rejoindront la communauté d'agglomération de Rennes Métropole dans le Pays de Rennes[1],[2]. Les autres 5 communes restantes seront alors séparées en deux parties exclavées et se sont prononcées sur l'avenir de leur communauté et l'adhésion à une communauté voisine :
- (2) à la même date, les trois communes au nord-est de la communauté, rejoignent la communauté de communes du Pays de la Bretagne romantique, dans le Pays de Saint-Malo.
- (3) à la même date, les deux communes au sud-ouest de la communauté, rejoignent les deux actuelles Pays de Montauban-de-Bretagne et du Pays de Saint-Méen-le-Grand qui fusionnent en une seule, qui reste dans le Pays de Brocéliande[3].
- (4) le  1er janvier 2014, les deux communautés de communes du Pays de Saint-Méen-le-Grand et du Pays de Montauban-de-Bretagne ont fusionné en une seule, avec aussi les deux communes de Saint-Pern et Irodouër.
- Du fait de ces changements, le Pays de Brocéliande compte 8 communes et 2 intercommunalités de moins depuis 2014.

## Les 33 communes et 3 communautés de communes

### Montfort Communauté(communauté de communes)
- Bédée
- Breteil
- Iffendic
- La Nouaye
- Montfort-sur-Meu
- Pleumeleuc
- Talensac
- Saint-Gonlay

### Communauté de communes de Saint-Méen Montauban
Le  1er janvier 2014, les communautés de communes du Pays de Saint-Méen-le-Grand et du Pays de Montauban-de-Bretagne ont fusionné en une seule, avec aussi les deux communes de Saint-Pern et Irodouër. La nouvelle communauté de communes comprend :
- 2 des 10 communes de l'ancienne communauté de communes du Pays de Bécherel :
  - Saint-Pern
  - Irodouër
- les 9 communes de l'ancienne communauté de communes du Pays de Saint-Méen-le-Grand :
  - Bléruais
  - Le Crouais
  - Gaël
  - Muel
  - Quédillac
  - Saint-Malon-sur-Mel
  - Saint-Maugan
  - Saint-Méen-le-Grand
  - Saint-Onen-la-Chapelle
- les 7 communes de l'ancienne communauté de communes du Pays de Montauban-de-Bretagne :
  - Boisgervilly
  - Landujan
  - La Chapelle du Lou du Lac, commune nouvelle créée en 2016 et fusionnant 2 communes déléguées :
    - La Chapelle-du-Lou
    - Le Lou-du-Lac

  - Médréac
  - Montauban-de-Bretagne, commune nouvelle créée en 2019 et fusionnant 2 communes déléguées :
    - Saint-M'Hervon
    - Montauban-de-Bretagne

  - Saint-Uniac

### Communauté de communes de Brocéliande
- Bréal-sous-Montfort
- Maxent
- Monterfil
- Paimpont
- Plélan-le-Grand
- Saint-Péran
- Saint-Thurial
- Treffendel